# Daigo (Ibaraki)
Daigo (大子町  Daigo-machi?) es una  población situada en la Prefectura de Ibaraki, en Japón. 
Daigo es el único municipio o población que pertenece al Distrito de Kuji (久慈郡  Yūki-gun).
Al 1 de diciembre de 2013, el municipio tenía una población de 18.731 habitantes y una densidad poblacional de 57,5 personas por km². La superficie total del distrito es de 325,78 km².

## Creación de la población
La villa de Daigo fue creado con el establecimiento del sistema de municipios el 1 de abril de 1889. 
Fue elevada a la categoría de pueblo (町machi) el 20 de julio de 1891. 
El 31 de marzo de 1955, las villas de Yorigami (依上村), Fururoda (袋田村), Miyagawa (宮川村), Sahara (佐原村), Kurosawa (黒沢村), Namase (生瀬村), Kamiogawa (上小川村) y Shimoogawa (下小川村) se fusionaron en Daigo. 

## Geografía

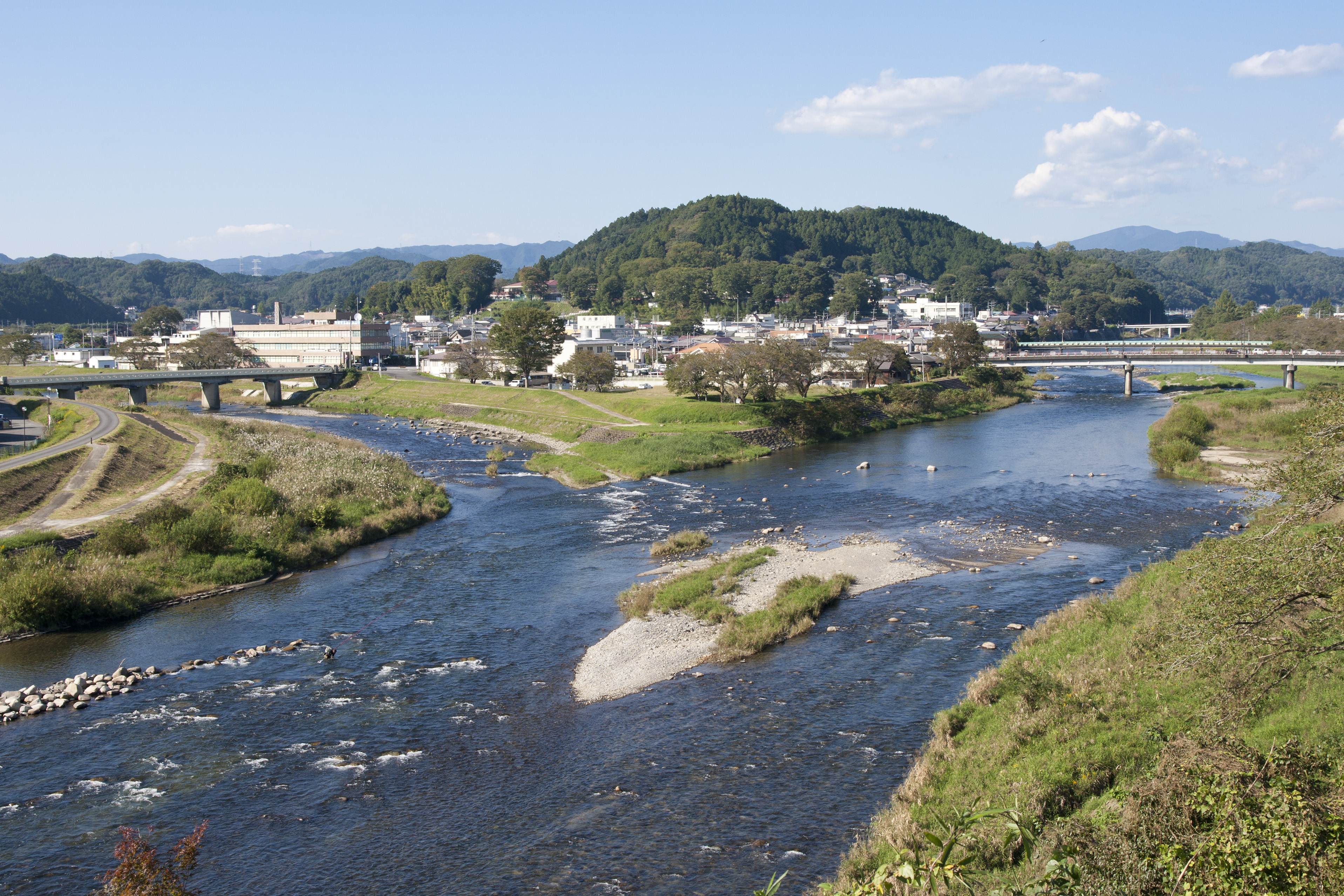
Río Kuji en Daigo.

Es una localidad del noroeste de la prefectura, que limita al oeste con la Prefectura de Tochigi y al norte con la Prefectura de Fukushima.
Su actividades principales están centradas en la agricultura y el turismo.
El río Kuji fluye a través del centro de la ciudad. Las cataratas Fukuroda ubicadas en esta población son famosas. La población está ubicada en un sistema montañoso, que contiene varios picos como el monte Nantai (男体山), el monte Yamizo (八溝山), el monte Takasasa (高笹山), entre otros.
La población de Daigo limita, al este con Hitachiōta, al sur con Hitachiōmiya; al oeste con Nakagawa y Ōtawara pertenecientes a la Prefectura de Tochigi, y al norte con Yamatsuri y Tanagaura localidades de la Prefectura de Fukushima.

## Cataratas Fukuroda

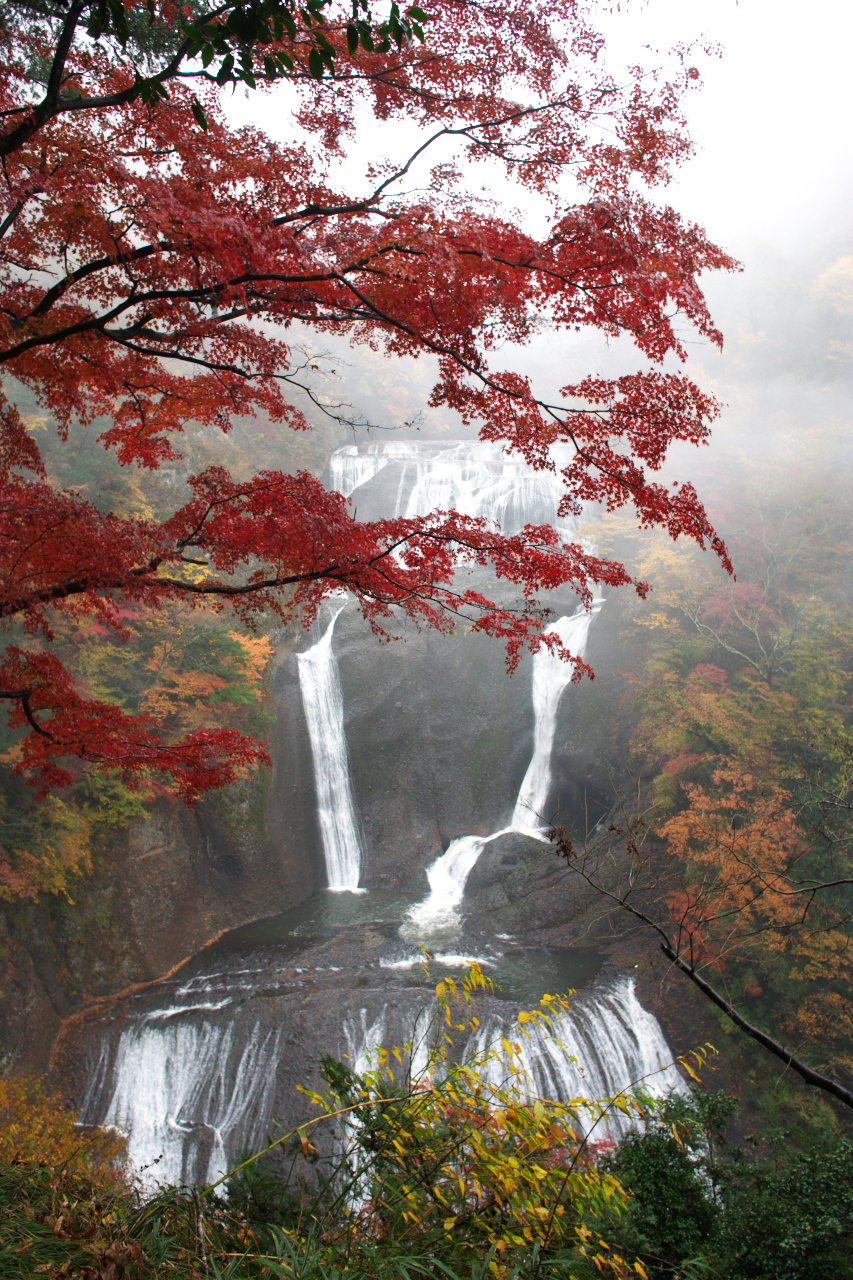
Cataratas Fukuroda en Daigo.

Las Cataratas Fukuroda (袋田) es conocida como una de las tres grandes de Japón. Son famosas sus aguas termales (baños termales) y la recolección de manzanas en su área. Es una zona especialmente fría, es más fría que el resto de localidades de la Prefectura de Ibaraki. También se conoce con el nombre de cataratas del hielo. 

## Transporte
La línea férrea JR Línea Suigun corre paralela al río Kuji en la localidad, y esa línea al sur comunica a la localidad con la ciudad capital de la prefectura, Mito. También por medio de esta línea se comunica al norte con la ciudad de Fukushima realizando trasbordo en la estación “Asakanagamori Station” de la ciudad de  Kōriyama a la vía férrea “Línea principal Tōhoku”.
A través de la Ruta Nacional 461, al este, se puede acceder a la autopista Jōban Expressway para trasladarse a la ciudad de Mito. O por la misma Ruta Nacional 461 al oeste, tomar la autopista Tōhoku Expessway, en sentido norte esta autopista  llevará a la ciudad de Fukushima y en sentido sur a la Metrópoli de Tokio.